# Lenovac
Lenovac (en serbe cyrillique : Леновац) est un village de Serbie situé sur le territoire de la ville de Zaječar, district de Zaječar. Au recensement de 2011, il comptait 145 habitants.

## Démographie
| 1948  | 1953  | 1961 | 1971 | 1981 | 1991 | 2002 | 2011 |
| ----- | ----- | ---- | ---- | ---- | ---- | ---- | ---- |
| 1 380 | 1 129 | 924  | 732  | 566  | 365  | 204  | 145  |

|  |